# كأس أندورا 2015
كأس أندورا 2015 هو الموسم 23 من كأس أندورا. أقيم خلال الفترة 21 فبراير 2015 وحتى 10 مايو 2015، وأشرف على تنظيمه اتحاد أندورا لكرة القدم، وكان عدد الأندية المشاركة فيه 16، وفاز فيه سانت جوليا.